# 條帶平鰭鮠
條帶平鰭鮠，為輻鰭魚綱鯰形目平鰭鮠科的其中一種，為熱帶淡水魚，分布於非洲剛果民主共和國Stanley潭流域，體長可達2.4公分，棲息在岩石底質底層水域，生活習性不明。

## 擴展閱讀
維基物種上的相關：條帶平鰭鮠